# Uroxys platypyga
Uroxys platypyga är en skalbaggsart som beskrevs av Henry Fuller Howden och Young 1981. Uroxys platypyga ingår i släktet Uroxys och familjen bladhorningar. Inga underarter finns listade i Catalogue of Life.